# Купе (кузов)

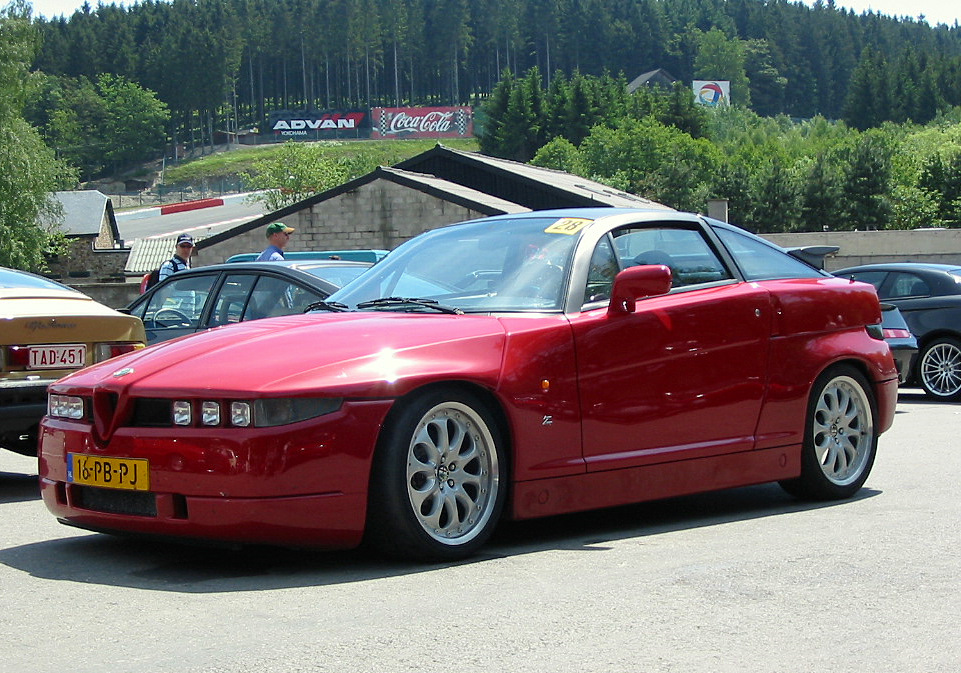
Купе — Alfa Romeo SZ

Купе́ (від фр. coupé — «різаний», «вирізаний») — тип кузова легкового автомобіля з двома або чотирма дверима та двома чи чотирма сидіннями. Зазвичай, купе — спортивніший варіант седана. Вперше цей термін з'явився у XIX столітті, коли ним почали ідентифікувати транспортні засоби, в яких задні, обернені протилежно напрямку руху сидіння було виключено з конструкції, тобто вирізано.